# Réseau Portal Kombat
Cet article concerne le réseau de désinformation russe. Pour le jeu vidéo, voir Mortal Kombat.
Portal Kombat est un réseau structuré et coordonné de désinformation et de cyberpropagande aux ordres de Moscou.

## Constitution
Le réseau est constitué d'au moins 193 sites d'information diffusant du contenu de désinformation pro-russe à destination de l'Ukraine et des pays occidentaux. Constitué pour la plus grande partie dès 2013, la partie historique du réseau est destinée initialement au public russe et ukrainien ; elle comporte approximativement 150 sites.
Une quarantaine  de sites, créés en 2022, sont destinés aux populations russes d'Ukraine. C'est l'écosystème -news.ru dont les sites, ciblant une population locale, sont de type kherson-news.ru.
Enfin la dernière partie du réseau, l'écosystème pravda, est créée en juin 2023. Ces sites ciblent les populations occidentales qui soutiennent l'Ukraine : ce sont les sites de type pravda-fr.com, pravda-de.com, pravda-en.com, pravda-es.com, pravda-pl.com,.
Ce réseau est révélé par VIGINUM le 12 février 2024, après une longue enquête. Il a été dénommé Portal Kombat en référence à  sa stratégie informationnelle offensive et au jeu vidéo Mortal Kombat. Le réseau a été techniquement créé et administré par la société TigerWeb, une société créée en 2015 et domiciliée en Crimée,,.
Une extension du réseau est révélée par VIGINUM le 29 avril 2024 dans une troisième partie du rapport sur le réseau Portal Kombat. Cette extension utilise l'écosystème pravda pour cibler les pays de l'Union européenne (19 sites), les pays européens hors-UE (6 sites) ainsi que certains pays africains (3 sites) et asiatiques (3 sites). Sont ainsi nés 31 nouveaux sites dans cet écosystème pravda, dont les sites pravda-nl.com pour la Belgique et les Pays-Bas, pravda-fi.com pour la Finlande, pravda-mk.com pour la Macédoine du Nord, pravda-ne.com pour le Niger ou encore pravda-jp.com pour le Japon,,.

## Fonctionnement
Les sites du réseau Portal Kombat sont des relais qui publient un contenu issu en grande partie des réseaux sociaux russes ou pro-russes, mais aussi d'agences de presse russes ou de comptes officiels locaux russes, par exemple le gouvernement de Crimée. Ils publient de manière massive et automatisée (152 000 articles publiés pour le système pravda en 3 mois selon Viginum).
Ils sont chacuns associés à une chaîne Telegram et VK qui agissent comme diffuseurs et reprennent les articles du site internet.

## Objectifs
L'objectif est de légitimer l'« opération spéciale » russe en Ukraine. Pour ce faire les sites du réseau Portal Kombat vont présenter sous un jour favorable à Moscou la guerre russo-ukrainienne avec des faits « très orientés idéologiquement [qui] exposent des narratifs manifestement inexacts ou trompeurs » et ciblent les pays qui soutiennent le Président Volodymyr Zelensky,,. 
Autre objectif : discréditer les institutions internationales, la parole politique et les médias. C'est le rôle de l'écosystème pravda. Ainsi, pour le portail pravda-fr.com, l'objectif est, entre autres, de critiquer la présence française au Sahel et mettre en évidence le soutien russe à l'Afrique, de monter en épingle les conflits sociaux en France ou encore d'affirmer que les Jeux Olympiques de 2024 vont être une catastrophe,.
L'objectif de l'écosystème en -news.ru, destiné aux territoires conquis, est d'« amplifier le ressentiment des populations locales russes à l'encontre des autorités ukrainiennes ».

## Impacts
Viginum a estimé les visites du mois de novembre 2023. Cela donne pour l'écosystème pravda : 10 700 visites pour la version francophone, 17 600 visites pour le portail polonais, 34 400 visites pour la version germanophone du portail, 36 700 visites pour la version anglophone et 55 000 visites pour la  version hispanophone. Un impact que Viginum considère comme faible au vu de la masse de contenu publié mais qui n'en reste pas moins une ingérence numérique étrangère.
En revanche ces sites constitués selon cette architecture peuvent fonctionner en réseau dormant et être activés dès que le besoin s'en fait sentir, par exemple pour l'une des élections ayant lieu en 2024.
Les experts de Viginum ont noté que pour ce qui concerne le site pravda-fr.com (supposé être rédigé en français), il existe des articles entièrement écrit en cyrillique, ce qui dénote un travail négligé. Cependant ce site a fait l'objet d'une optimisation pour les moteurs de recherche de manière à faire apparaître le site en haut des résultats Google.
Le sujet Portal Kombat est abordé lors de la rencontre du Triangle de Weimar qui a eu lieu le 12 février 2024 entre les trois ministres des affaires étrangères. Le ministre français des affaires étrangères a déclaré à l'issue de cette rencontre que les trois pays vont « lancer aujourd’hui un mécanisme d’alerte en format Weimar, un système de riposte »,.
Les sénateurs ont monté une commission d'enquête qui commence ses travaux début mars 2024, afin d'appréhender les enjeux d'une guerre informationnelle telle que nous la connaissons avec la Russie.

## Contamination des IA
Selon les experts de NewsGuard la désinformation russe aurait pénétré des robots conversationnels comme ChatGPT, Microsoft Copilot ou encore Claude d'Anthropic. En 2024, le réseau Portal Kombat a généré 3,4 millions d'articles de désinformation pour des résultats sur les réseaux sociaux assez peu convaincants. Mais toute cette opération a aussi servi à contaminer les grands modèles de langage sur lesquels repose les chatbots. En 2025, cette propagande russe se retrouve dans les réponses fournies par certains chatbots et les articles de désinformation sont cités comme sources,.

### Documents externes
- Secrétariat général de la défense et de la sécurité nationale - Viginum, « Rapport technique - Réseau Portal Kombat » [PDF], 12 février 2024 (consulté le 29 février 2024), p. 17
- Secrétariat général de la défense et de la sécurité nationale - Viginum, « Rapport technique - Réseau Portal Kombat (seconde partie) » [PDF], 14 février 2024 (consulté le 29 février 2024), p. 12
- Secrétariat général de la défense et de la sécurité nationale - Viginum, « Rapport technique - Réseau Portal Kombat (troisième partie) » [PDF], 29 avril 2024 (consulté le 30 avril 2024), p. 9